# Dilobocondyla cataulacoidea
Dilobocondyla cataulacoidea is een mierensoort uit de onderfamilie van de Myrmicinae. De wetenschappelijke naam van de soort is voor het eerst geldig gepubliceerd in 1911 door Stitz.